# Guglielmo Amico
Guglielmo Amico (1194 circa – Messina, ...) è stato un diplomatico italiano, al servizio dell'imperatore Federico II.

## Biografia
Guglielmo nasce intorno al 1194; non è dato sapere se sia figlio di Ruggiero Amico, poeta della Scuola Siciliana, mentre è certo che diverrà in seguito zio di Ruggiero di Lauria.
È un fedele guerriero e ambasciatore di Federico II, che per i suoi servigi gli concede il titolo di barone di Ficarra. Con la morte dell'imperatore, perde il titolo per volere di Corrado IV. Per tentare di riottenerlo, sposa nel 1253 Macalda Scaletta, influente dama di compagnia presso la corte di Carlo I d'Angiò, tuttavia senza riuscirvi. 
Guglielmo Amico muore povero a Messina e Macalda, per volontà reale, è data in sposa ad Alaimo da Lentini. La nobildonna, con l'appoggio di Carlo I d'Angiò, riesce ad ottenere illegalmente il baronato che poi Giacomo I di Sicilia, destinato alla corona del regno, allora governato dalla madre Costanza nelle veci del consorte re Pietro III d'Aragona, riconsegna al legittimo erede Ruggiero di Lauria, nipote di Guglielmo. Vito Amico, tuttavia, nega l'esistenza di parentela o affinità tra Ruggiero di Lauria e Guglielmo Amico; quello che lo storico considera un regalo del principe Giacomo al suo fedele ammiraglio in realtà è una legittima restituzione al figlio di Bella Amico, Ruggiero di Lauria, nipote di Guglielmo, in quanto figlio della sorella.